# Celuloid

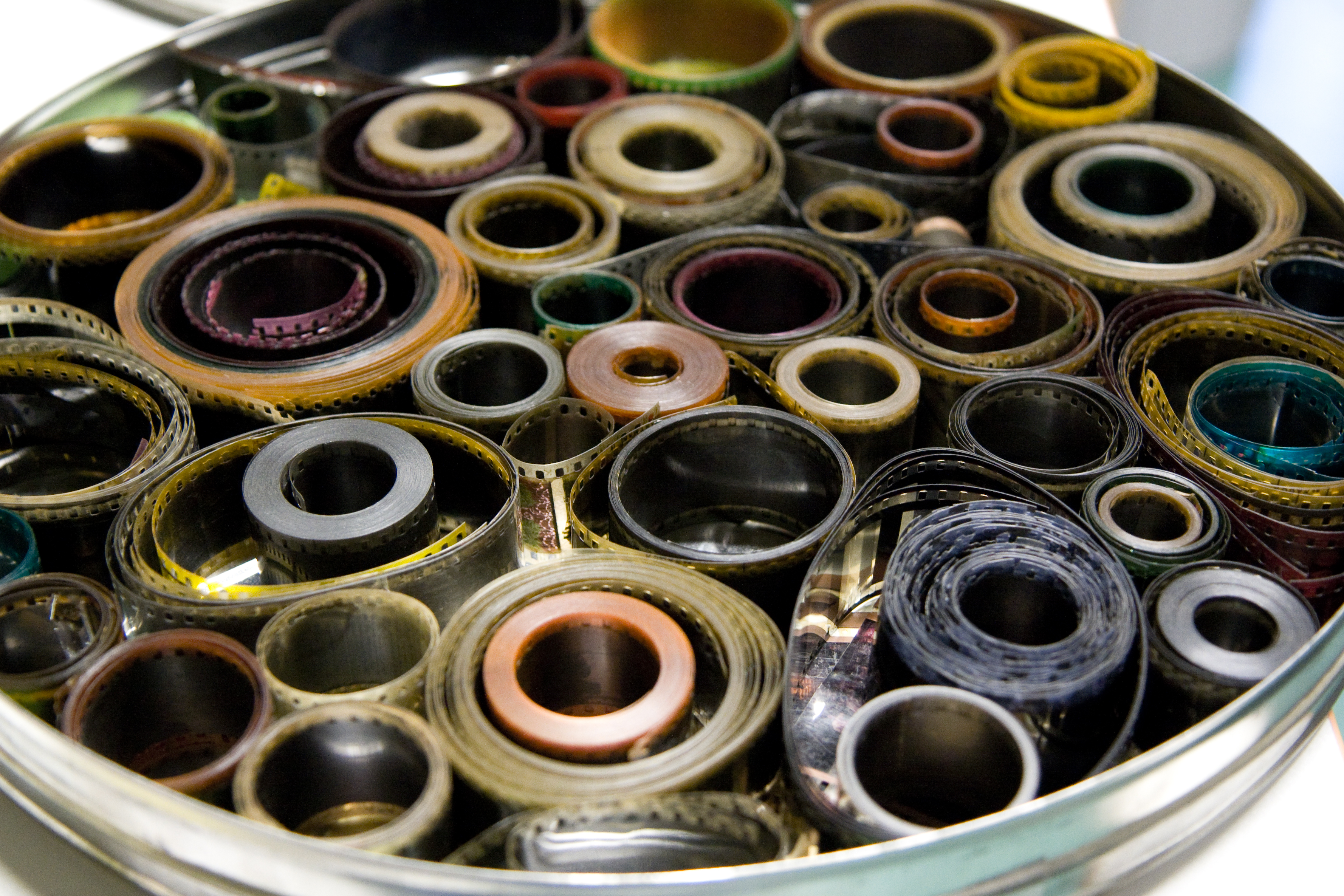
Filme fotografice vechi, fabricate din celuloid

Celuloizii sunt o clasă de materiale plastice produse prin amestecarea nitrocelulozei și camforului, adesea cu adaos de coloranți și alte substanțe. În trecut un tip de celuloid a fost utilizat la fabricarea filmului fotografic, dar care a fost înlocuit de alte materiale mai sigure, iar în prezent celuloizii se mai întrebuințează la fabricarea de mingi de tenis de masă, instrumente muzicale, piepteni, obiecte de birotică, carcase de stilouri și plectre de chitară.